# Anacroneuria totumas
Anacroneuria totumas – gatunek widelnicy z rodziny widelnicowatych.
Gatunek ten opisany został po raz pierwszy w 2014 roku przez Billa P. Straka na łamach czasopisma „Illiesia”. Opisu dokonano na podstawie czterech okazów samców. Holotyp odłowiony został w 2011 roku w lesie mglistym Totumas, od którego to pochodzi epitet gatunkowy.
Widelnica ta ma ubarwienie brązowe z żółtobrązowym wzorem. Ciemna pigmentacja na głowie obejmuje czułki, przepaskę za przyoczkami i parę przepasek wzdłuż boków linii M-kształtnej. Na wierzchu przedplecza dominuje ubarwienie ciemne z wyjątkiem smukłej jasnej przepaski środkowej. Jasnobrązowe skrzydła przednie mają użyłkowanie głównie brązowe; wyjątkiem są żyłka kostalna i wierzchołkowa połowa żyłki subkostalnej. Długość przedniego skrzydła u holotypu wynosi 20 mm. Odnóża mają uda jasne w częściach dosiebnych i ciemnobrązowe w odsiebnych, a golenie brązowe z wyjątkiem tylnej ich pary, która to ma jaśniejszą przepaskę poprzeczną. Genitalia samca charakteryzuje pozbawiony grzbietowych kilów, niezmodyfikowany wierzchołek edeagusa z parą wydatnych płatów błoniastych na stronie brzusznej i o brzegach bocznych lekko zbieżnych ku ściętemu szczytowi. Haczyki w genitaliach są smukłej budowy.
Owad neotropikalny, znany z panamskiej prowincji Chiriquí oraz kostarykańskiej prowincji Puntarenas. Spotykany na rzędnych od 1400 do 1920 m n.p.m..